# Tales from the Darkside
Tales from the Darkside – jedyny album studyjny niemieckiego zespołu Hypetraxx, wydany w 2000 roku przez Flex Records.

## Lista utworów
Źródło: Discogs
| Nr  | Tytuł               | Długość |
| --- | ------------------- | ------- |
| 1.  | „Tale 1”            | 1:01    |
| 2.  | „The Darkside”      | 6:23    |
| 3.  | „Hope”              | 5:49    |
| 4.  | „The World Is Mine” | 5:53    |
| 5.  | „Tale 2”            | 1:04    |
| 6.  | „See the Day”       | 5:05    |
| 7.  | „Nightvisions”      | 3:37    |
| 8.  | „Free Yourself”     | 5:47    |
| 9.  | „Disappearance”     | 4:24    |
| 10. | „Judgement Day”     | 5:19    |
| 11. | „Tale 3”            | 1:02    |
| 12. | „The Law”           | 5:58    |
| 13. | „Flatline”          | 0:35    |
| 14  | „Access Denied”     | 3:59    |
| 15  | „Illusions & Lies”  | 3:42    |
| 16  | „Dreamworld”        | 6:03    |

## Notowania na listach sprzedaży
| Kraj    | Lista (2001)  | Najwyższa pozycja |
| ------- | ------------- | ----------------- |
| Szwecja | Albums Top 60 | 50                |